# Công nghệ y tế tại Hoa Kỳ
Công nghệ y tế được định nghĩa bởi Tổ chức Y tế Thế giới là "ứng dụng kiến thức và kỹ năng có tổ chức dưới dạng thiết bị, thuốc, vắc-xin, quy trình và hệ thống được phát triển để giải quyết vấn đề sức khỏe và cải thiện chất lượng cuộc sống". Điều này bao gồm dược phẩm, thiết bị, quy trình và hệ thống tổ chức được sử dụng trong ngành chăm sóc sức khỏe, cũng như các hệ thống thông tin hỗ trợ máy tính. Tại Hoa Kỳ, các công nghệ này liên quan đến các đối tượng vật lý được tiêu chuẩn hóa, cũng như các phương tiện và phương pháp xã hội truyền thống và được thiết kế để điều trị hoặc chăm sóc bệnh nhân. Trong năm thập kỷ qua, sự phát triển công nghệ là đáng chú ý trong ngành chăm sóc sức khỏe.